# José María Larios
José María Larios (n. ? – m. 1829) fue un insurgente mexicano que sirvió como capitán a las órdenes de José María Morelos y Pavón, con quien participó en el Sitio de Cuautla. También es reconocido por haber promulgado un plan en 1829 para imponer a Vicente Guerrero como presidente de México, tras los eventos del Motín de la Acordada. 

## Carrera militar

### Participación en el Sitio de Cuautla
José María Larios formó parte del ejército de José María Morelos durante el Sitio de Cuautla en 1812. Relata el historiador mexicano José María Luis Mora en su obra Méjico y sus revoluciones (1856):

Larios comenzó en las inmediaciones de Cuernavaca y fue extendiendo la insurrección por el rumbo de Cuautla hasta hacerse dueño de esta población, importante por hallarse a sus inmediaciones muchas ricas haciendas y trapiches, y célebre por haber sufrido en ella sus primeros reveses el Ejército español del Centro que se había levantado con la reputación de invencible.

La sublevación de Larios contra los españoles ocurrió en el mes de diciembre de 1811, y Roca, que se había creído capaz de contener a Morelos, no pudo, con una división de quinientos hombres escogidos, impedir los progresos de Larios, que ocupó Cuautla, obligando a la fuerza española a retirarse a Juchi.
José María Luis Mora, 1856.

Existen registros de que el 25 de enero de 1814, José María Larios fue comisionado por el general Morelos en Coyuca para reclutar gente y armas en el rumbo de Cuautla de Amilpas (hoy, Cuautla de Morelos) y la provincia de Chalco.

### Combate a la invasión española de 1829
En noviembre de 1828, tras la derrota de Vicente Guerrero en los comicios presidenciales frente a Manuel Gómez Pedraza, se desató una revuelta conocida como el Motín de la Acordada, que desconocía los resultados de la elección. En este contexto, el 3 de agosto de 1829, José María Larios promulgó en la ciudad de Morelos (hoy, Cuautla) un plan de nueve puntos para combatir el último intento de reconquista español encabezado por el general Isidro Barrada.
El plan de Larios proponía a Vicente Guerrero como "dictador vitalicio"; llamaba a la nacionalización de los bienes de los gachupines (forma despectiva para nombrar a los españoles) y extranjeros; y nombraba como Primera Columna Justiciera del Sur al grupo comandado por Larios para combatir a los invasores en Veracruz. De acuerdo con los registros, durante esa etapa a Larios se le relacionó con ataques a haciendas y robos "en nombre de los patriotas y del general Guerrero".